# Cabasa honesta
Cabasa honesta là một loài ruồi trong họ Asilidae. Cabasa honesta được Walker miêu tả năm 1858. Loài này phân bố ở miền Australasia.